# Susanna M. Salter
Susanna Madora Salter (ur. 2 marca 1860 w Lamirze, zm. 17 marca 1961 r.) – amerykańska polityk i aktywistka, pierwsza kobieta burmistrz w Stanach Zjednoczonych.

## Życiorys
Urodzona 2 marca 1860 r. w Lamirze, córka Olivera Kinseya (1822–1902) i Terissy Ann White Kinsey (1827–1891). W 1872 roku wraz z rodziną przeniosła się do Kansas, gdzie rodzice zajęli się gospodarowaniem na farmie w pobliżu Silver Lake. W wieku 16 lat zaczęła naukę na Kansas State Agricultural College (obecnie Kansas State University), w tym okresie (1 września 1880 r.) poznała i wyszła za mąż za Lewisa J. Saltera (1858–1916), syna byłego gubernatora-porucznika Kansas Melville’a J. Saltera (para miała ośmioro dzieci). Z powodu choroby musiała rzucić college sześć tygodni przed końcem nauki. W 1882 r. para przeniosła się do Argonii w hrabstwie Sumner (Kansas), gdzie Salter zajmowała się opieką nad dziećmi i udzielała się w Kobiecej Chrześcijańskiej Unii Wstrzemięźliwości, a jej mąż pracował jako zarządca sklepu. Jej rodzice przenieśli do Argonii dwa lata później i kupili sklep, w którym Lewis Salter nadal pracował, przygotowując się jednocześnie do studiów prawniczych. W 1885 r. jej ojciec został pierwszym burmistrzem, a mąż sekretarzem miasta. Jako żona sekretarza Salter była odpowiedzialna za spisywanie zarządzeń miejskich władz.
W 1887 r. Kansas przyznało kobietom prawa wyborcze w wyborach lokalnych. Kilka tygodni później Salter uzyskała nominację Partii Prohibicyjnej w wyborach na burmistrza Argonii, jej kandydaturę grupa mężczyzn zgłosiła w ramach żartu, by zdyskredytować ideę prohibicji oraz praw wyborczych kobiet. Salter aż do dnia wyborów nie wiedziała, że w nich kandyduje.
Ostatecznie 4 kwietnia 1887 r. Salter zdobyła dwie trzecie głosów i została wybrana burmistrzem. Zwycięstwo zawdzięczała poparciu Partii Republikańskiej. O jej wyborze informowała ogólnoamerykańska prasa, napływały do niej liczne listy gratulacyjne. Sprawowała urząd przez jedną roczną kadencję i zdecydowała nie ubiegać się o reelekcję, choć była namawiana do startu w kolejnych wyborach.
W 1893 r. przeprowadziła się wraz z mężem do Alva w Oklahomie, a po jego śmierci w 1916 r. przeniosła się do Norman w tym samym stanie, gdzie zmarła w 1961 r. w wieku 101 lat.
Zmarła 17 marca 1961 r. w Norman w Oklahomie i została pochowana w Argonii. Jej dom w Argonii jest wpisany na listę National Registry of Historic Places.